# Offenhausen (Bad Emstal)
Koordinaten: 51° 14′ 21″ N, 9° 15′ 15″ O
Offenhausen ist eine Dorfwüstung in der Gemarkung von Sand, dem Verwaltungssitz der Gemeinde Bad Emstal im nordhessischen Landkreis Kassel. Später befand sich dort ein Gutshof.

## Lage

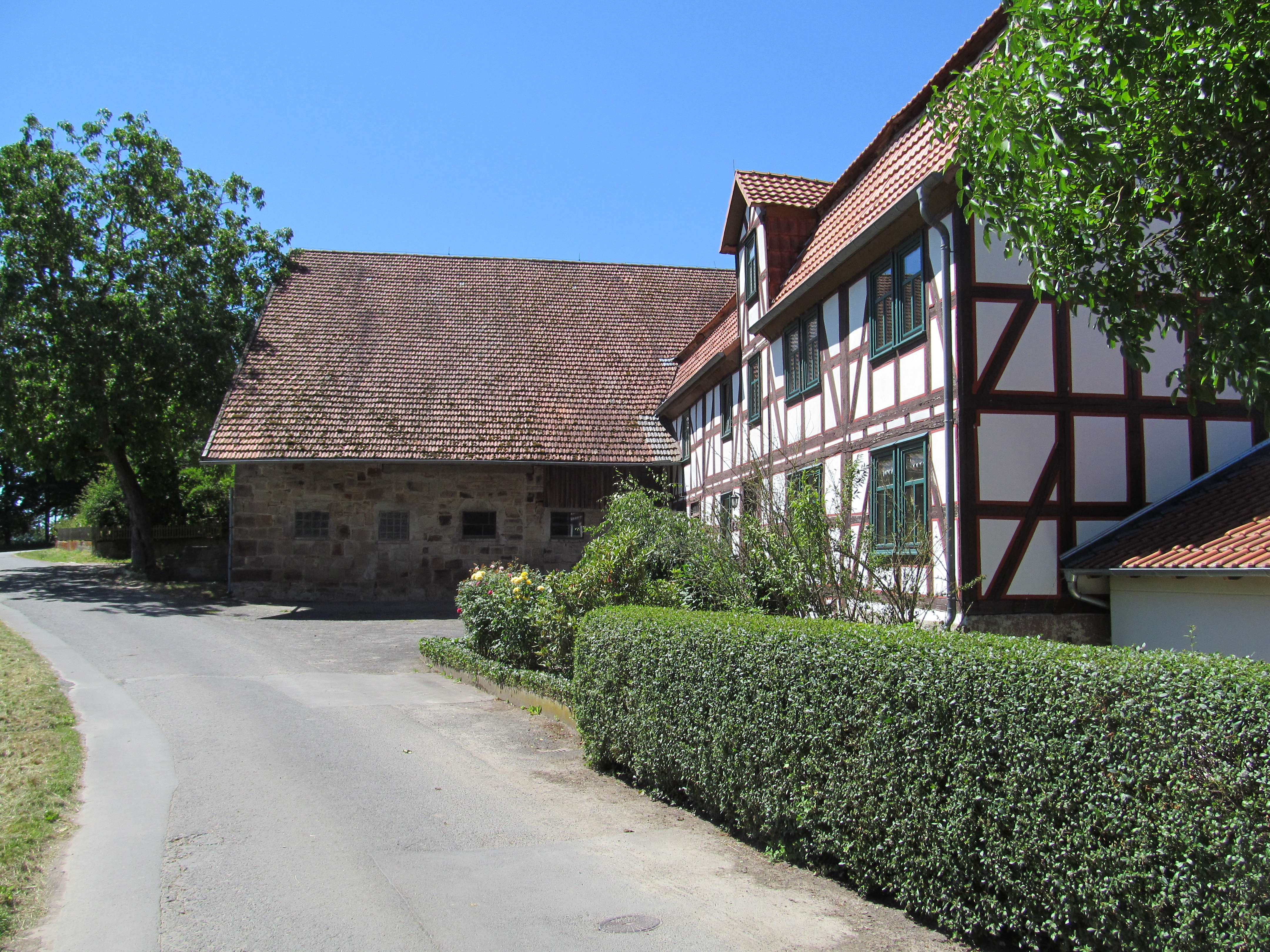
Heutiger Hof an der Stelle des einstigen Dorfs und des späteren Hofguts

Der Ort lag auf 255 m Höhe über NHN unmittelbar südlich von Sand in der sogenannten Finkenburg, an dem von Westen kommenden und bald darauf in die Ems mündenden kleinen Salzbach. Dort lag, wie archäologische Funde zeigen, die Kirche mit dem Friedhof, dessen Reste man um die Mitte des 19. Jahrhunderts noch sehen konnte. Die dortige Straße „Offenhäuser Weg“ erinnert an das verschwundene kleine Dorf. Die Bundesstraße 450 von Fritzlar nach Wolfhagen verläuft etwa 500 m westlich, die Landesstraße L 3220 („Merxhäuser Straße“) führt rund 500 m östlich an der heute teilweise von einem landwirtschaftlichen Betrieb überbauten Wüstung vorbei.

## Geschichte

### Dorf
Ein Zinsregister des St.-Petri-Stifts in Fritzlar aus dem Jahre 1209 nennt mehreren Siedlungen im Bereich der heutigen Ortschaft Sand, darunter u. a. „Mutslar“, „Offenhusen“ und „Visbach“. Ein Priester wird bereits 1236, eine Pfarrkirche („parrochialis Ecclesie in Offenhusen“) 1242 erwähnt. Im Februar 1242 schenkten oder verkauften Graf Ludwig von Wildungen, die Grafen Albert und Ludwig von Bilstein und deren Schwester, Graf Hermann von Schauenburg und Stephan von Schartenberg und sein Bruder ihr jeweiliges Viertel von Offenhausen dem Kloster Merxhausen, und Erzbischof Siegfried III. von Mainz inkorporierte die Pfarrkirche dem Kloster, das bereits das Kirchenpatronat innehatte. Das St.-Petri-Stift erhielt noch mindestens bis 1310 Zehnteinkünfte aus Offenhausen. 1357 und 1386 wurde Offenhausen dann als landgräflicher Besitz bezeichnet, gehörte aber, wie 1403 bekundet, zum gesonderten Distrikt des Klosters Merxhausen.
Bereits 1437 lag Offenhausen wüst, ebenso wie Sand, als es im Spätmittelalter zu einer Konzentration der Siedlungsbemühungen auf nur eine Ortschaft kam: In dieser Gegend war es zunächst wohl Mutslar, dann das ab 1462 wieder besiedelte Sand. An die in dieser Zeit aufgegebenen Siedlungen erinnern heute oft noch Flurnamen. Die Feldflur des Orts war noch bis 1448 Lehnsbesitz der Ritter Reinhard von Dalwigk und Friedrich IV. von Hertingshausen; dann mussten die beiden nach erneutem Landfriedensbruch ein Großteil ihres Lehensbesitzes, darunter auch in Offenhausen und Sand, wieder an die hessischen Landgrafen abtreten. Im Jahre 1535 kam es noch einmal zu einem noch im gleichen Jahr beigelegten Streit zwischen dem 1527 aufgehobenen und 1533 zum Landeshospital säkularisierten ehemaligen Kloster Merxhausen und der Dorfschaft Sand über Rechte an der Wüstung Offenhausen. Eine Mühle wird noch im Jahre 1557 im Salbuch des Hospitals Merxhausen erwähnt.

### Hofgut
An der Stelle des aufgegebenen Dorfs ließ das Hospital ein großes Hofgut einrichten, das 1661 an einen Einwohner von Sand zu Lehen gegeben wurde. Im Jahre 1736 erfolgten mehrere Besitzerwechsel, und 1742, vermutlich nachdem ein Brand das Anwesen vernichtet hatte, wurde an gleicher Stelle ein Gutskomplex mit erheblich größer angelegten Gebäuden errichtet. 1836 kaufte das Hospital Merxhausen das Gut Offenhausen wieder zurück, und bis 1936 gehörte es zum Hospital. Dann wurde es in Erbhöfe nach dem 1933 ergangenen Reichserbhofgesetz aufgeteilt.

### Hessenpark

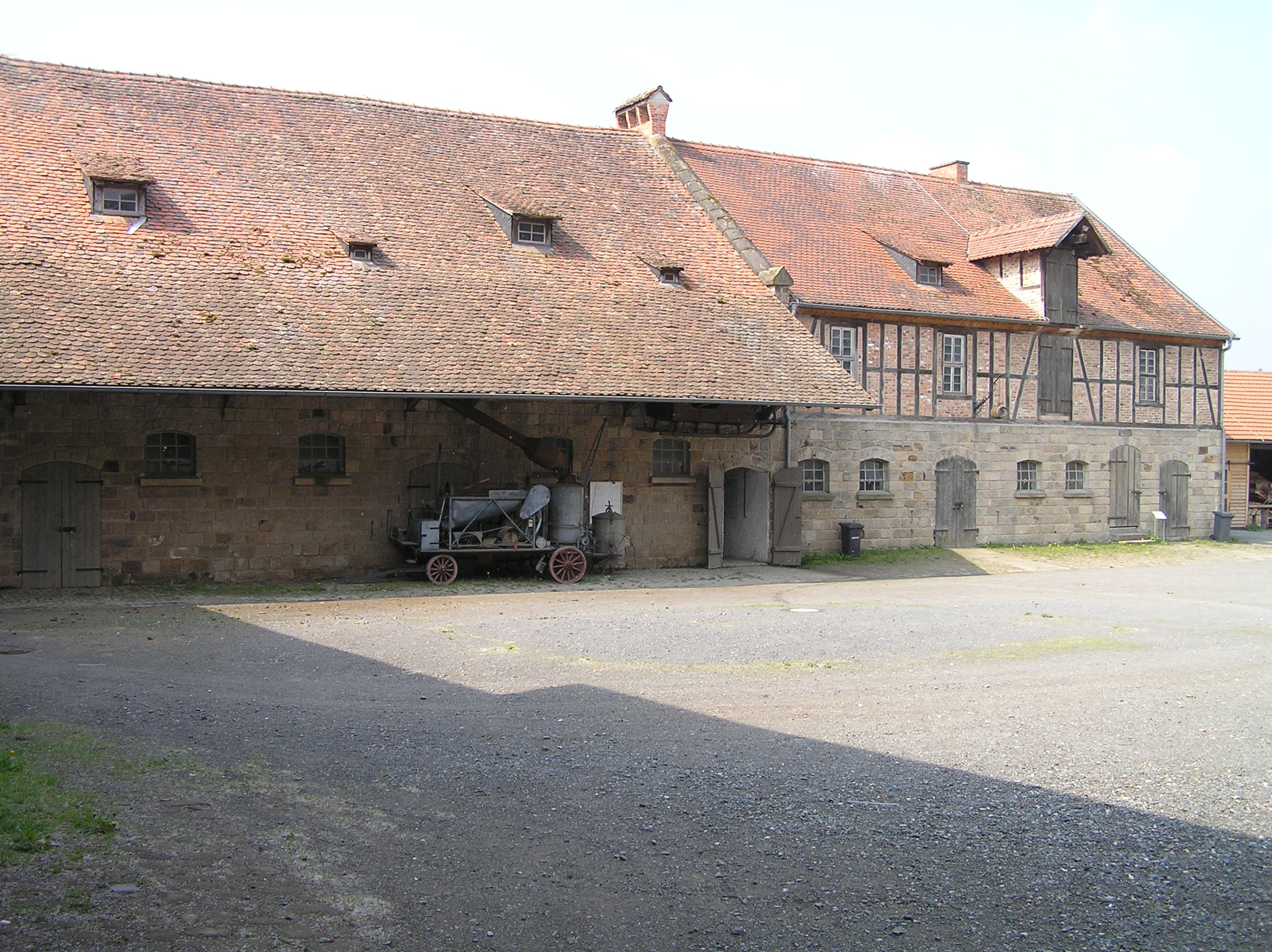
Ställe und Scheunen vom Gut Offenhausen im Hessenpark

1984/85 wurden vier zum einstigen Gut gehörige Scheunen und Ställe sorgfältig abgebaut und dann in den Jahren 1985 bis 1987 im Freilichtmuseum Hessenpark in der dortigen „Baugruppe Nordhessen“ wiederaufgebaut. Die beiden im Museum wiedererrichteten Ställe stammen aus den 1890er Jahren, die Scheunen aus dem Jahr 1742 bzw. dem ersten Drittel des 19. Jahrhunderts.